# 13772 Livius
13772 Livius eller 1998 SV163 är en asteroid i huvudbältet som upptäcktes den 18 september 1998 av den belgiske astronomen Eric W. Elst vid La Silla-observatoriet. Den är uppkallad efter historieskrivaren Titus Livius.
Asteroiden har en diameter på ungefär 10 kilometer och den tillhör asteroidgruppen Eos.